# Обсерваторія Паркса

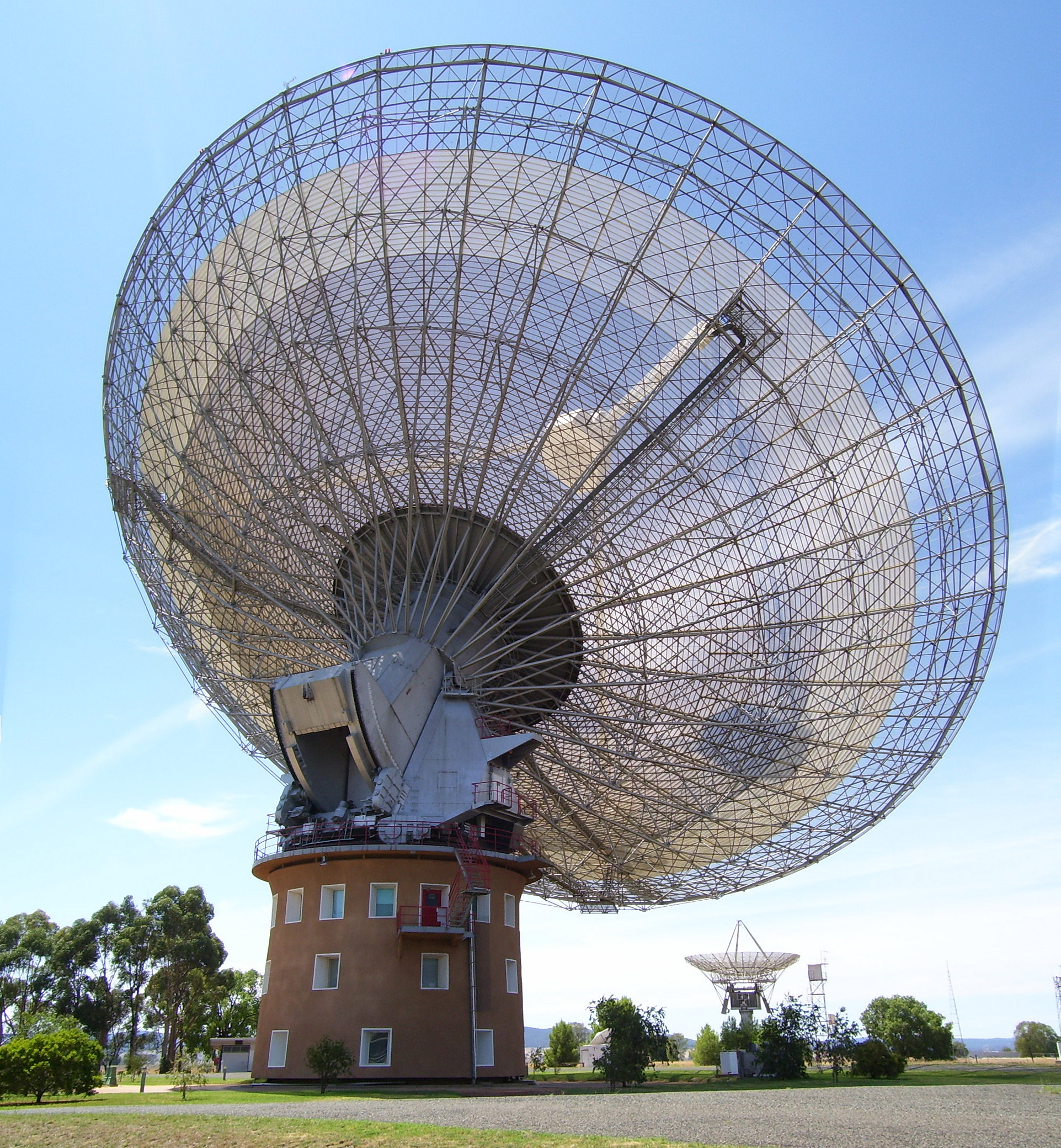
Радіотелескоп Паркс може відхилятися від вертикалі на 60° і за 15 хвилин повертатися на 360°.

Обсерваторія Паркса — радіообсерваторія, розташована за 20 км на північ від міста Паркс, штат Новий Південний Уельс, Австралія. Радіотелескоп обсерваторії став одним із кількох радіотелескопів, які прийняли дані прямої телевізійної трансляції «Аполлона-11», що висадився на Місяці 20 липня 1969 року. За наукові досягнення обсерваторії за 40 років її існування, Австралійська мовна корпорація назвала її «найуспішнішим науковим інструментом серед побудованих в Австралії».
Обсерваторією Паркса керує Державне об'єднання наукових і прикладних досліджень, що входить до складу Австралійського національного агентства телескопічних спостережень. Щоб застосувати метод радіоінтерферометрії з наддовгими базами, радіотелескоп Паркса часто працює разом з іншими радіотелескопами: CSIRO — 22-метровими «тарілками» Австралійського телескопа з компактним випромінюванням недалеко від Наррабрі і одиничною 22-метровою «тарілкою» Мопра в Кунабарабрані.

## Центр відвідувачів обсерваторії Паркса
Центр відвідувачів обсерваторії Паркса дозволяє всім зацікавленим побачити обертання «тарілки». На виставці показано експонати з історії телескопів, астрономії, науки про космос і 3D-кінотеатр.

## Радіотелескоп

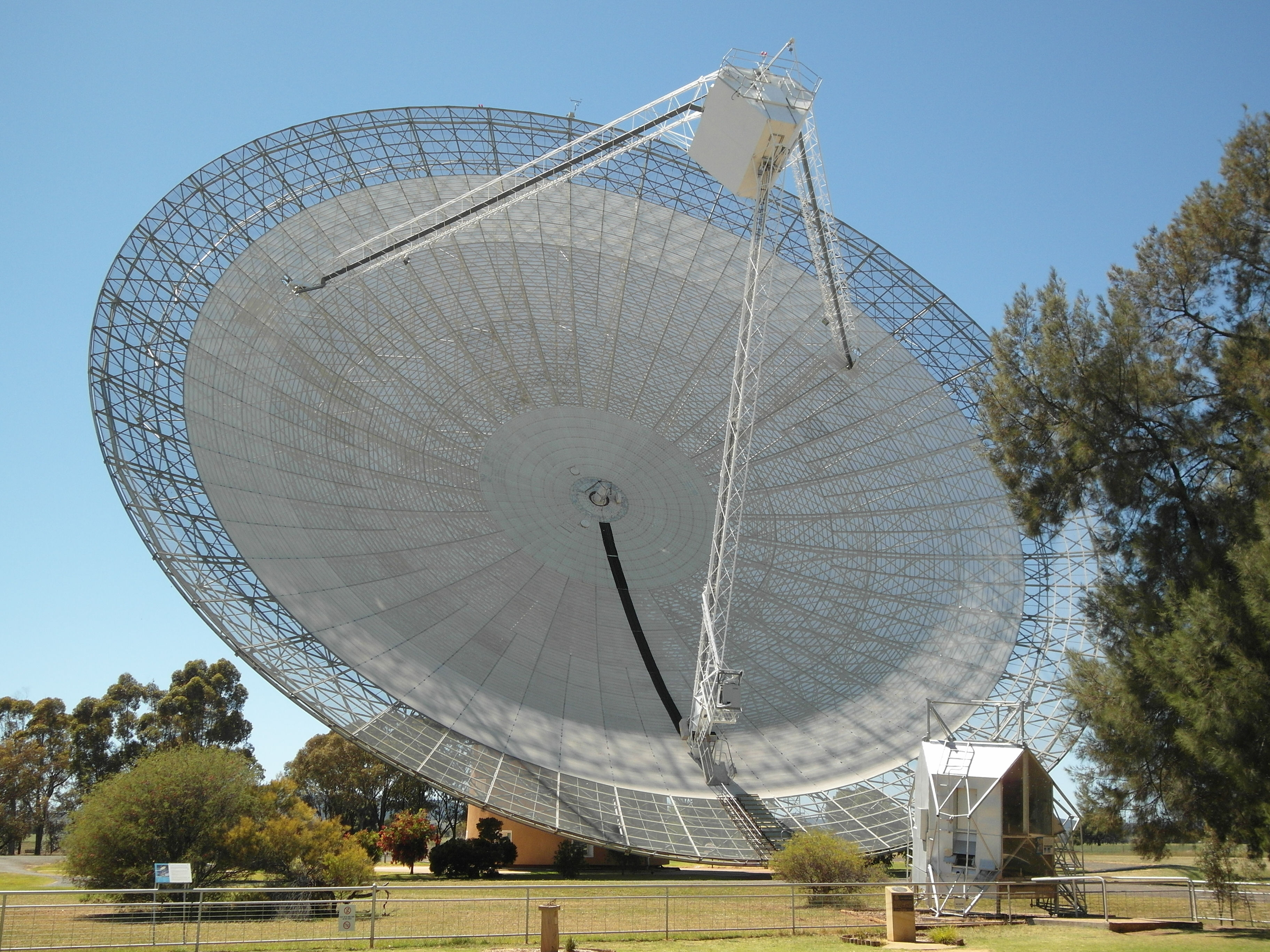
64-метровий радіотелескоп Паркс в натуральну величину

1961 року завершено проєктування радіотелескопа Паркса, придуманого Едвардом Бовеном, начальником лабораторії радіофізики в CSIRO. Під час Другої світової війни Бовен працював над розробкою радара в США і зав'язав корисні знайомства в науковому середовищі. Відвідуючи давніх знайомих, він переконав дві благодійні організації — Фонд Карнеґі і Фонд Рокфеллера — спонсорувати половину вартості телескопа. Надалі саме ця допомога та фінансова підтримка зі США переконала прем'єр-міністра Австралії Роберта Мензіса погодитися фінансувати частину проєкту.
Австралійський інженерний інститут оголосив радіотелескоп Паркса Національною пам'яткою в галузі інженерної справи.

## Обладнання
Основний спостережний апарат — це 64-метрова обертова «тарілка» телескопа, друга за величиною в південній півкулі і одна з перших великих обертових «тарілок» у світі (у 1987 році діаметр антени DDS-43 тобто Комплексу далекого космічного зв'язку в Канберрі на краю заповідника Тідбінбілла було збільшено з 64 м до 70 м, таким чином, цей комплекс перевершив Паркс). Після того як телескоп побудували, він постійно працює. Поверхню «тарілки» оновлюють, додаючи в середину гладкі металеві пластини, які забезпечують здатність фокусувати хвилі мікрохвильового випромінювання в сантиметрових і міліметрових діапазонах. Зовнішня сітчаста поверхня «тарілки» разом із внутрішньою суцільнометалевою створюють її характерний двоколірний вигляд.
18-метрову антену радіотелескопа Мілз Крос перевезено 1963 року з обсерваторії Флерс. Антена з Мілз Крос, встановлена на рейки і рухома тракторним мотором так, щоб можна було легко змінити відстань між нею і головною «тарілкою», застосовувалась як інтерферометр з головною «тарілкою» і як антена-ретранслятор з «Аполлона-11». Від початку 1980-х років її не використовували.
Телескоп має азимутальну установку. Вона керується маленьким псевдотелескопом, закріпленим на тих самих ротаційних осях, що й головна тарілка, але з екваторіальним монтуванням. Обидві установки динамічно закріплені так, що можуть стежити за астрономічним об'єктом за допомогою системи лазерного наведення. Цей зв'язок розробив Барнс Волліс.
Успішна робота радіотелескопа Паркса спонукала НАСА скопіювати базову конструкцію для створення Мережі далекого космічного зв'язку з таким самим діаметром тарілок 64 м (обсерваторії в Голдстоуні (Каліфорнія), Мадриді (Іспанії) і Тідбінбіллі (Австралія).

У 1998 році телескоп Паркса почав ловити швидкі радіосплески, ці сигнали назвали перитонами. Тоді ж висунули теорію про те, що це можуть бути сигнали з іншої галактики, випромінювання нейтронних зір, що перетворюються на чорні діри, або завади від блискавок. У 2015 році встановлено, що перитони з'являлися тоді, коли працівники обсерваторії відкривали дверцята мікрохвильовій печі, не чекаючи завершення програми. Коли дверцята відкривали, мікрохвилі з частотою 1,4 ГГц на стадії вимкнення магнетрона випромінювались у простір. Подальші тести показали, що перитони можна отримати на частоті 1,4 ГГц, якщо дверцята мікрохвильової печі відкриваються завчасно, а телескоп розташовано під відповідним кутом. 
Поки до кінця не зрозуміло, чи слід звинувачувати мікрохвильовку у виникненні перитонів. 

## Отримання сигналів
Камера, яка приймає сигнали з космосу, розташована у фокусі параболічної антени і підтримується над нею трьома 27-метровими опорами. У камері містяться різні радіо- і мікрохвильові детектори, які можуть уловлювати сфокусоване випромінювання для подальшого вивчення.

## Історичні неастрономічні дослідження
Під час експедиції «Аполлона-11» на Місяць, обсерваторія Паркса використовувалася для передавання повідомлень та телесигналів НАСА, коли Місяць перебував над тією частиною Землі, де розташована Австралія. Телескоп також зіграв важливу роль для збереження неперервного зв'язку з потерпілим екіпажем «Аполлона-13».
Телескоп також зіграв важливу роль у передаванні даних місії НАСА «Галілео» до Юпітера, якій радіотелескоп знадобився для використання резервної телеметричної підсистеми як основного засобу передавання наукових даних.

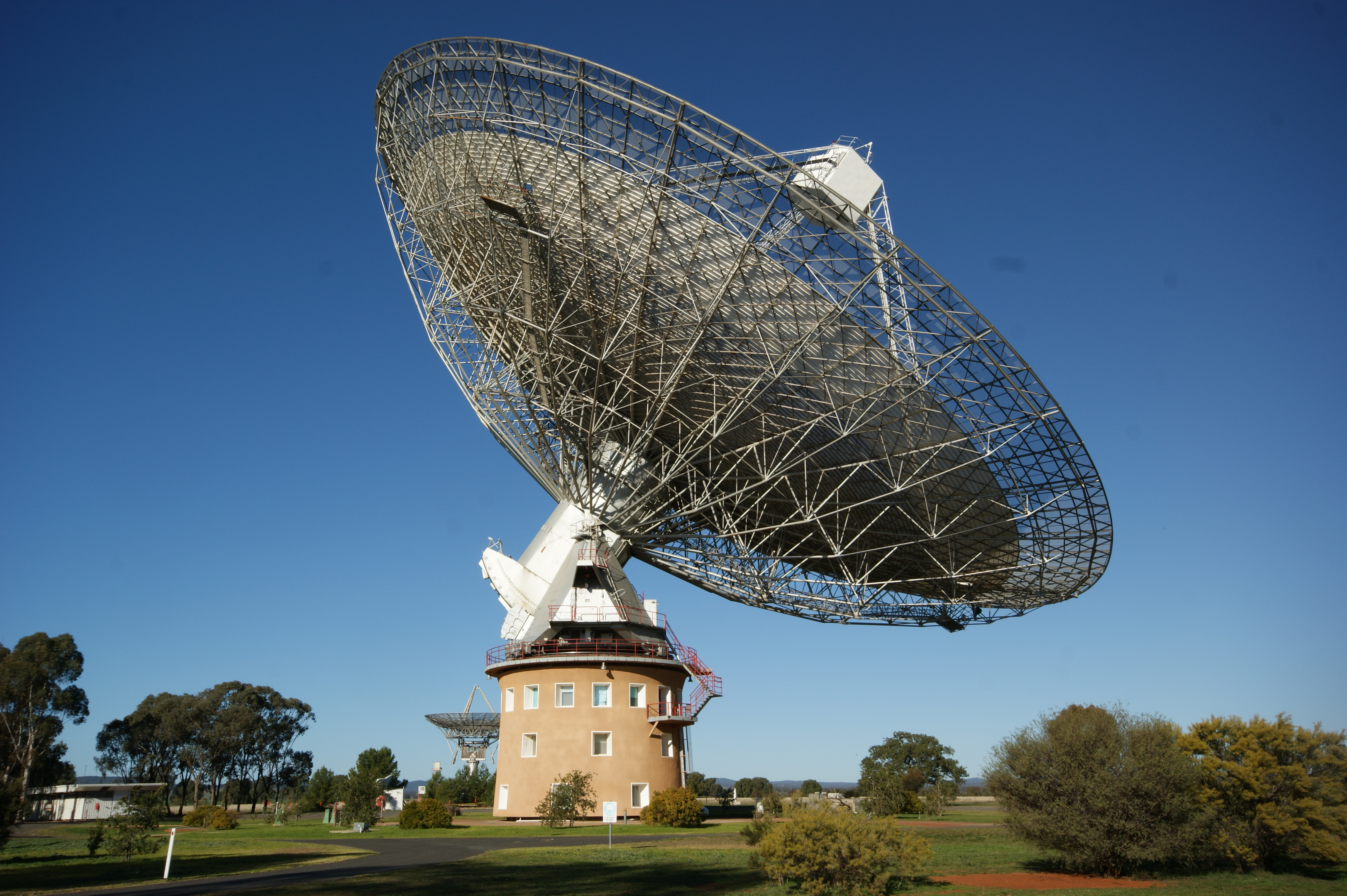
Велика «тарілка»

Обсерваторія Паркса супроводжувала багато космічних апаратів, серед яких:
- «Марінер-2»
- «Марінер-4»
- «Вояджер»
- «Джотто»
- «Галілео»
- «Кассіні — Гюйгенс»

За участю CSIRO створено кілька документальних фільмів про обсерваторію, деякі з них опубліковано на YouTube.

### Трансляція «Аполлона-11»
Коли Базз Олдрін увімкнув відеокамеру на місячному модулі, три антени в режимі автосупроводу одночасно отримали сигнал: 64-метровий радіотелескоп Голдстоун у Каліфорнії, 26-метровий телескоп в Ганісакл Крік неподалік від Канберри в Австралії і 64-метрова антена у Парксі.
У перші хвилини трансляції в пошуках зображення кращої якості НАСА вибирала між сигналами, отриманими зі станцій у Голдстоуні й Ганисакл Крік.
Менш ніж через дев'ять хвилин пряма трансляція перейшла до телескопа Паркс. Якість зображення Паркса настільки перевершувала інші два, що НАСА вибрала його як основне джерело телемовлення в наступні 2,5 години прямого ефіру. Для детальнішого ознайомлення з телетрансляцією «Аполлона-11» див. The Television Broadcasts зі звіту On Eagles Wings.
31 жовтня 2011 року на честь 50-річчя обсерваторії Паркса австралійський Google розмістив дудл з логотипом телескопа.

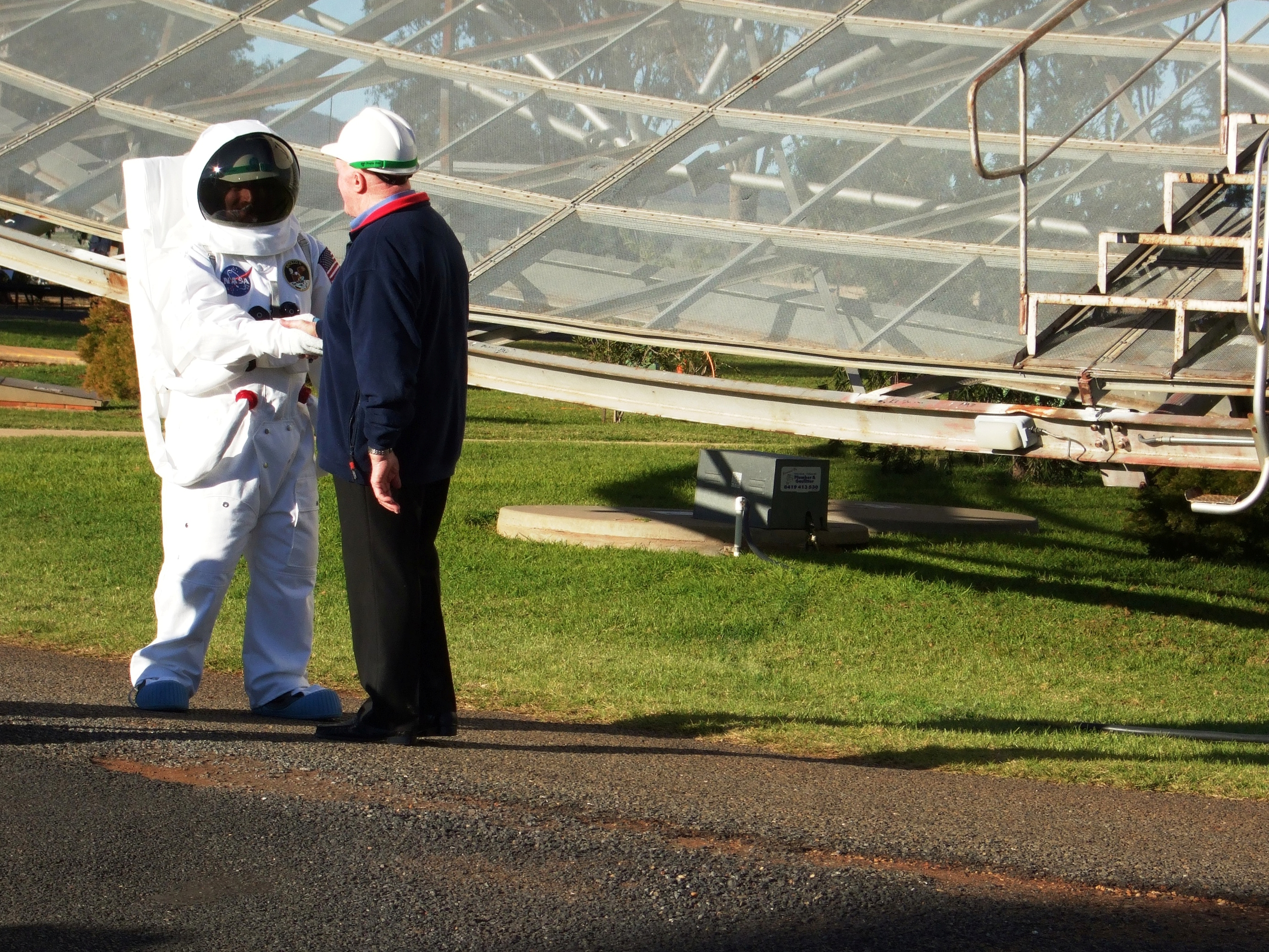
Святкування 19 липня 2009 року на честь 40-річчя з дня висадки на Місяць і ролі Паркса в ній (на тлі «тарілки», нахиленої до землі).

### Марсоходи
У 2012 році в обсерваторії отримали особливі сигнали з марсохода «Оппортьюніті» (MER-B), для налаштування радіостанції марсохода «К'юріосіті». Це допомогло підготуватися до майбутньої посадки «Кьюріосіті», яка відбулася 6 серпня 2012 року.

## Етапи астрономічних досліджень

### 1960-ті роки
- 1961 рік — обсерваторію побудовано і в 1963 році введено в експлуатацію.
- Участь в експедиціях «Аполлонів» у НАСА в кінці 1960-х років.

### 1970-ті роки
- Модернізація камер для отримання сигналів з космосу і початок докладних спостережень.

### 1980-ті роки
- Збільшення діаметра антени до 64 метрів (210 футів).

### 1990-ті роки
- Між 1997 і 2002 роками проведено дослідження випромінювання нейтрального водню HIPASS — найбільше дослідження наявності випромінювання водню в галактиках на сьогодні.

### 2000-ні роки
- Більша частина відомих нині пульсарів виявлено обсерваторією Паркса.
- Важлива частина програми з розрахунку випромінювання пульсарів у Парксі з метою виявлення гравітаційних хвиль[21] (частина глобальнішої Міжнародної програми з розрахунку випромінювання пульсарів (IPTA)).

## У масовій культурі
- Вигаданий звіт про участь обсерваторії «Аполлона-11» у висадці на Місяць ліг в основу сценарію фільму 2000 року «Тарілка».
- Телескоп зображено на обкладинці альбому 1977 року Стіва Хілліджа Motivation Radio.

## Проєкт Breakthrough Listen
Телескоп Паркса використовується в значно фінансованому проєкті Breakthrough Listen для пошуку позаземних радіосигналів у діапазоні 1—10 МГц. Протягом 30 годин спостережень, проведених Breakthrough Listen через Обсерваторію Паркса в Австралії у квітні та травні 2019 року був виявлений радіосигнал BLC1.